# Sint-Theresiakapel (Middelkerke)

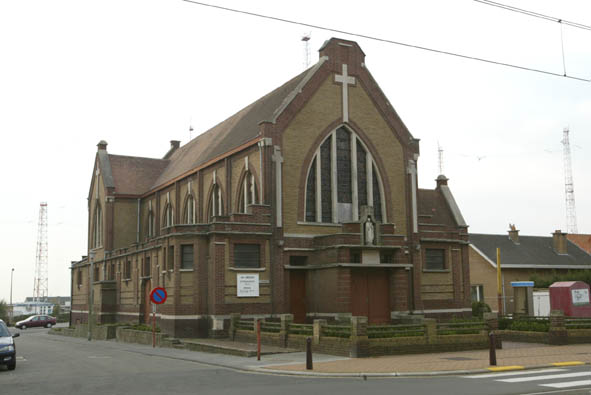
De Sint-Theresiakapel in 2003

De Sint-Theresiakapel is een kerkgebouw in de West-Vlaamse plaats Middelkerke, gelegen aan de Leopoldlaan te Middelkerke-Bad. De kapel is toegewijd aan Theresia van Lisieux.

## Geschiedenis

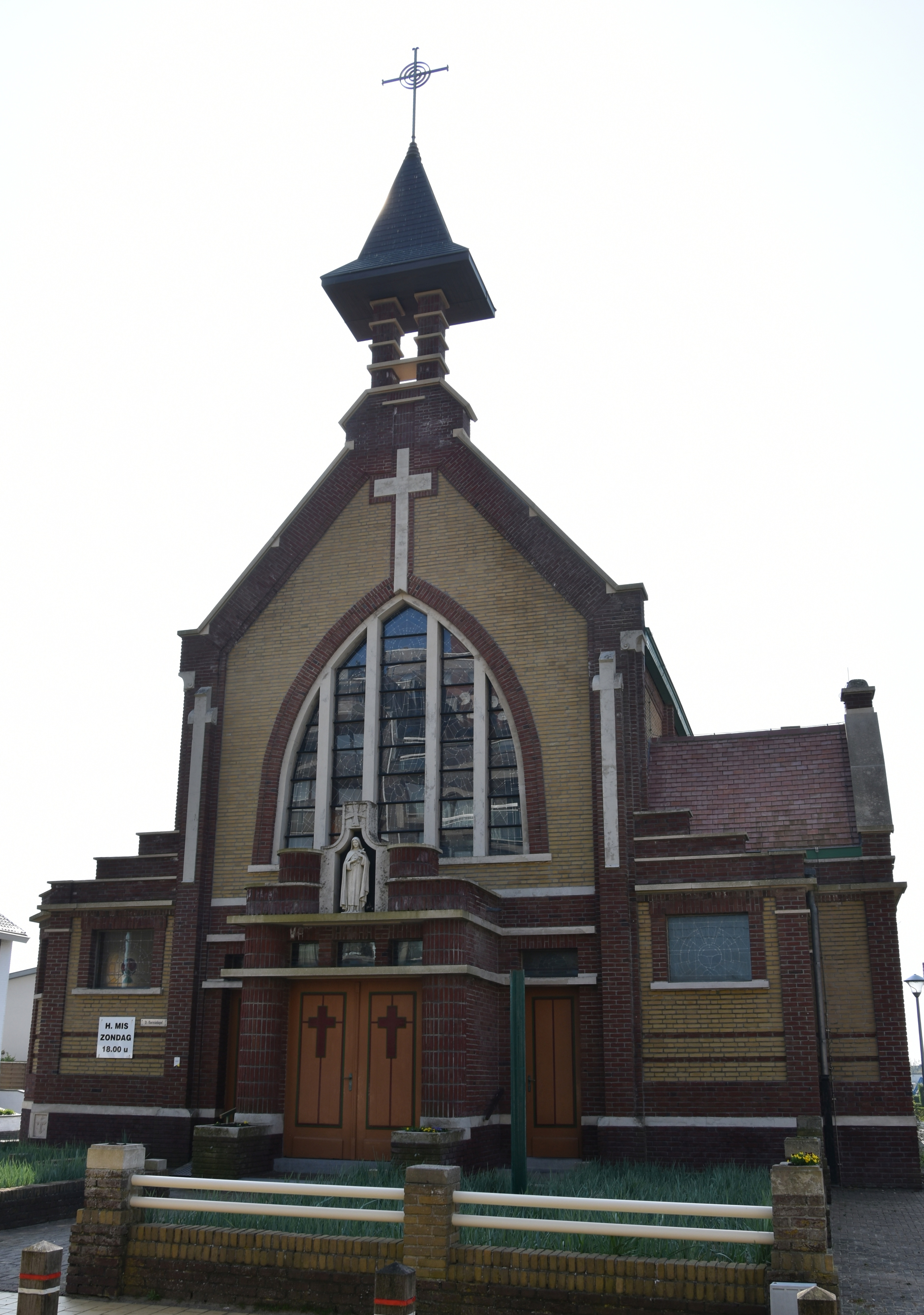
Sint-Theresiakapel in 2018

Deze kapel werd in 1932-1933 opgericht als hulpkerk van de Sint-Willibrordusparochie te Middelkerke. Omdat er steeds meer badgasten kwamen namen de families Poullet en Verhaeghe het initiatief om achter de dijk deze kapel te bouwen.

## Gebouw
De bakstenen kapel is opgetrokken in modernistische stijl in 1932 ontworpen door architect Albert-Victor Faubert. De hulpkerk staat min of meer noord-zuid georiënteerd. Het is een driebeukige kruiskerk zonder toren. De kerk is opgetrokken in betonskeletbouw, bekleed met baksteen. Boven het noordportaal bevindt zich, in een nis, het beeld van Sint-Theresia van Lisieux.
De glasramen vertellen over het leven van de patroonheilige en over Middelkerke in de Belle-époque. In 2013-2013 werd de kapel grondig gerestaureerd.